# Route régionale 104 (Finlande)
Pour les articles homonymes, voir Route 104.
La route régionale 104 (finnois : Seututie 104) est une route régionale de l'Uusimaa en Finlande,.

## Description
La route régionale 104 est une route régionale dans la région de Raseborg et Lohja.
La route part de Pohja et traverse les villages de Karjalohja et de Sammatti jusqu'à la jonction de la route nationale 1 et de la route régionale 110. 
La route est assez ancienne et sinueuse, comme une route de campagne traditionnelle.